# Billy Boyo
Billy Theophilus Rowe, beter bekend onder zijn artiestennaam Billy Boyo (Kingston 21 september 1969, aldaar 29 oktober 2000), was een Jamaicaanse reggaeartiest.
Billy Boyo brak al op jonge leeftijd door en hij was een van de bekendste kindsterren van de reggae. Boyo werd ontdekt door producer Henry Junjo Lawes en had in 1982 een hitje op Jamaica met de song Wicked She Wicked. Hij ging in 1983 op dertienjarige leeftijd met zijn leeftijdsgenoten Little John en Ranking Toyan naar Londen, waar hij samenwerkte met producer Silver Kamel. Hier nam hij zijn bekendste nummer op: One Spliff a Day.
Boyo maakte slechts twee platen, maar trad in de eerste helft van de jaren 80 wel regelmatig op. Daarna raakte zijn carrière in het slop. Billy Boyo overleed in november 2000 aan de gevolgen van een hersentumor.

## Discografie
- The Very Best Of Me - 1980-82.
- Zim Zim (1983)
- DJ Clash vol 2 (Little Harry & Billy Boyo) (1983)

## Bron
- Gedeeltelijk vertaald van de Engelstalige Wikipedia: en:Billy Boyo

- Library of Congress Control Number: no98049117
- MusicBrainz: e420f98b-f742-4c35-a6bf-8089e9a3d1b6
- Virtual International Authority File: 29147328
- WorldCat: E39PBJvt4TfJ9HkpB7gM9TvvHC